# Show (álbum de The Jesus Lizard)
Show es un álbum en vivo de la banda The Jesus Lizard. Este fue registrado en el CBGB de New York City. Este fue puesto a la venta por la disquera Collision Arts y por Giant Records una subsidiaria de Warner Records.

## Lista de canciones
1. "Glamorous" - 3:19
2. "Deaf as a Bat" - 1:42
3. "Seasick" - 3:14
4. "Bloody Mary" - 2:11
5. "Mistletoe" - 1:57
6. "Nub" - 2:58
7. "Elegy" - 4:01
8. "Killer McHann" - 2:59
9. "Dancing Naked Ladies" - 2:59
10. "Fly on the Wall" - 3:00
11. "Boilermaker" - 2:15
12. "Puss" - 3:08
13. "Gladiator" - 3:50
14. "Wheelchair Epidemic" - 2:10 (The Dicks)
15. "Monkey Trick" - 4:12